# Алтенхаген (Демин)
Алтенхаген (њем. Altenhagen) општина је у њемачкој савезној држави Мекленбург-Западна Померанија. Једно је од 69 општинских средишта округа Демин. Према процјени из 2010. у општини је живјело 357 становника. Посједује регионалну шифру (AGS) 13052002.

## Географија
Алтенхаген се налази у савезној држави Мекленбург-Западна Померанија у округу Демин. Општина се налази на надморској висини од 92 метра. Површина општине износи 11,1 km².

## Становништво
У самом мјесту је, према процјени из 2010. године, живјело 357 становника. Просјечна густина становништва износи 32 становника/km².